# Marta Abreu Arencibia
Marta Abreu Arencibia, coneguda com a Marta Abreu de Estévez (Santa Clara, Cuba, 13 de novembre, 1845 – París, 2 de gener, 1909) va ser una filantropa cubana.
Va néixer a Santa Clara, però l'any 1869 va anar a viure amb la seva família a l'Havana, on va conèixer Luis Estévez y Romero, quatre anys més jove que ella. Els pares d'Abreu van oposar-se al casament de la seva filla amb aquell home més jove que ella i de posició econòmica inferior i la van enviar a Santa Clara, perquè s'estigués amb uns parents. El seu promès va anar darrera d'ella i va insistir molt, fins que l'oncle de Marta Abreu va accedir al casament, cerimònia a la qual els pares d'ella no van assistir.
La parella va viure a Santa Clara i el 1875 van tenir el seu primer fill, Pedro Nolasco Julio Zenón Estévez Abreu, el naixement de qual va propiciar la reconciliació de la parella amb els pares d'ella. Després van tenir també una filla, però va morir als pocs mesos del naixement.
Marta Abreu era posseïdora d'una gran fortuna, heretada dels seus pares, i va fer moltes obres benèfiques; a Santa Clara va fundar diverses escoles, un dispensari per a nens pobres, un asil, el teatre La Caridad i altres establiments.
L'any 1895, en esclatar la darrera guerra de la independència cubana, la família Estévez-Abreu s'exilia a París. Des de l'exili, Abreu enviava gran quantitat de diners a Cuba, amb el pseudònim d'Ignacio Agramonte, perquè poguessin continuar la lluita per la independència.
El 1899, acabada la guerra i amb el seu país independent, tornen a Cuba, per instal·lar-se de nou a la seva casa Santa Clara, però van traslladar-se a l'Havana en ser nomenat el seu marit secretari de Justícia. Després, Estévez va acceptar de ser vicepresident de la República de Cuba, en el primer mandat de Tomás Estrada Palma.
El 1905, Estévez va renunciar a la Vicepresidència del país i més endavant tornen a instal·lar-se a París, sense que siguin molt clars els motius d'aquest darrer trasllat. Des de París, Abreu va continuar les seves obres de filantropia.
Marta Abreu va morir a París el 2 de gener de 1909, a conseqüència d'una operació. El seu marit, desesperat per la seva mort es va suïcidar amb una arma de foc poques setmanes després, el 4 de febrer. Les restes de tots dos van ser repatriades a Cuba, el 20 de febrer de 1920 i sepultades a la Necròpolis de Cristóbal Colón, a l'Havana. A Santa Clara van recordar Marta Abreu anomenant-la «La Gran Benefactora».